# Movimiento osho
El movimiento rajnísh es el término usado para referirse colectivamente a las personas pertenecientes al culto creado por el místico indio conocido popularmente como Osho [en hindi: ओशो ; en kanji: 王将 ] (1931-1990), aunque éste a lo largo de su vida haya utilizado varios nombres.  El término es usado más particularmente, para referirse a los discípulos iniciados, llamados como neo-sanniasins o simplemente como "sanniasins". Se les suele denominar como rajníshes o "gente naranja", debido a las túnicas naranja (luego hubo rojas, marrones y rosadas), que usaron cotidianamente desde 1970 hasta 1985, fecha a partir de la cual el uso de túnicas fue opcional y solo prescrita para servicios devocionales (incluidas para entonces las de color negro). Los miembros del movimiento también son llamados oshoitas, sobre todo por la prensa india.
El movimiento fue polémico primero en la India y más tarde en diversos países europeos, Estados Unidos y Australia en la década de 1970 y 1980, debido a la postura que tenía el fundador sobre diversos temas, como por ejemplo abogaba por una libertad y disfrute de lo sexual, promovía la eutanasia, el control de la natalidad, tampoco percibía contradicción alguna por su riqueza material basada por sus "actividades espirituales". De la misma forma fue mal percibida su hostilidad declarada hacia ciertos valores tradicionales, tales como la familia, el matrimonio o las religiones ya institucionalizadas, o líderes religiosas como Mahatma Gandhi. Incluso, en la Unión Soviética el movimiento estuvo prohibido por "haber subvertido los aspectos positivos de la cultura india" y por "apoyar los movimientos de protesta juveniles en los países occidentales", y el mismo Osho fue presentado como "un ideólogo religioso reaccionario de la burguesía monopólica de la India, promoviendo ideas de una sociedad consumista enfundado en un tradicional traje hindú".
  

Hasta la fecha, sobre todo en Estados Unidos se recuerda a Osho más popularmente como "el guru de los Rolls Royce" o "el guru de los ricos", mientras que en la India aún es llamado "el guru del sexo", sobre todo por la prensa. 
En 1974, Osho estableció un ashram en Pune, India, donde ofreció diversas terapias, en las que incorporaba métodos desarrollados por primera vez por el Movimiento de Potencial Humano, a un creciente número de seguidores provenientes de distintas partes tanto de la India como de Europa occidental y Estados Unidos. Fue ahí donde expandió sus enseñanzas espirituales y comentó ampliamente en discursos sobre distintas tradiciones religiosas, reinterpretando místicos y filósofos de todo el mundo, y constantemente creando polémica a su rededor.
A fines de la década de 1970, la tensión entre el gobierno del estado de Maharastra la India y el movimiento Rajnísh llevó a frenar el desarrollo del ashram, así como a una reclamación de impuestos atrasados estimada en $5 millones.
Hacia 1981, los esfuerzos del movimiento Rajnísh se centraron en las actividades de los Estados Unidos y Osho se trasladó a una instalación conocida como Rajníshpuram (ciudad Rajnísh) en el condado de Wasco, Oregón, donde llegó a tener una gran comunidad intencional. Casi inmediatamente, el movimiento rajnísh entró en conflicto con los residentes del condado y el gobierno del estado, por sus intentos de apoderarse de la cercana ciudad de Antelope, y más tarde de la sede del condado de The Dalles. Sucediéndose varias batallas legales relacionadas con el uso de suelo, la construcción y el desarrollo continuo del ashram, reduciendo dramáticamente el éxito de este. En 1985, en el clímax de todas estas tensiones, son arrestados varios miembros del círculo más cercano a Osho, bajo cargos de haber cometido delitos graves, incluido un ataque masivo de intoxicación alimentaria con la bacteria Salmonella -considerado como el primer ataque bioterrorista en suelo estadounidense- así como un plan de asesinato abortado para asesinar al Fiscal Federal del estado de Oregón.
Rajneesh alegó que su brazo derecho y secretaria personal, Ma Anand Sheela junto con algunos otros partidarios cercanos habían sido los responsables. Los cuales fueron extraditados, pues ya se encontraban fuera de territorio estadounidense, enjuiciados y hallados culpables de estos y otros cargos tales como espionaje telefónico y colocados en prisión.
Osho fue deportado de los Estados Unidos, y Rajníshpuram fue destruida en septiembre de 1985. Después de lo cual 21 países le negaron la entrada. Finalmente regresaría a la India, para restablecer el movimiento y revivir el ashram de Pune, donde murió en 1990. 
El ashram de Rajneesh, ahora conocido como OSHO International Meditation Resort, y toda la propiedad intelectual asociada, está administrado por la Fundación Internacional Osho registrada (anteriormente, Fundación Internacional Rajneesh). Después de la muerte y entierro de Osho el ashram en Pune llegó a convertirse en el Resort de Meditación Osho International, el cual ha llegado a convertirse en una de las principales atracciones turísticas de la India. Describiéndose a sí mismo como el Instituto Esalen del Este, el centro enseña una variedad de técnicas espirituales de una amplia gama de tradiciones y se promociona a sí misma como un oasis espiritual, un "lugar sagrado" para el descubrimiento de uno mismo y la unión de los deseos del cuerpo y la mente en un hermoso ambiente. De acuerdo a los informes de la prensa, atrae a unas 200 000 personas de todo el mundo cada año; en el que se incluyen destacados visitantes, como políticos, o personalidades mediáticas, incluido entre ellos el Dalái lama.
La Osho International Foundation (OIF) es actualmente administrado por "Círculo Interno" establecido por Osho antes de su muerte. Ellos administran conjuntamente los bienes de Osho y operan el Resort de Meditación Osho International. Hacia finales de 1990, una escisión dentro del movimiento creó una pugna tanto por los derechos de autor de OIF, sobre las obras de Osho, como también por la validez de sus reclamos en cuanto a los derechos de edición o reimpresión del mismo material. En los Estados Unidos, en enero de 2009, tras 10 años de una batalla legal la Osho Friends International (OFI) perdió los derechos exclusivos que antes poseía sobre la marca registrada OSHO.
Aún existen varios centro pequeños del Movimiento Rajnísh o Movimiento Osho en India y alrededor del mundo, incluyendo en los Estados Unidos, Reino Unido, Alemania, y en los Países Bajos. Y las enseñanzas de Rajneesh han tenido un impacto notable en el pensamiento de la Nueva Era Occidental, incluso su popularidad ha aumentado notablemente desde su muerte. Ejemplo notable de ello es la influencia que su pensamiento ha tenido sobre el filósofo alemán Peter Sloterdijk.

## Orígenes
Chandra Mohan Jain [चन्द्र मोहन जैन] (11 de diciembre de 1931 - 19 de enero de 1990) fue conocido públicamente en un inicio como Acharya Rajnísh ("Acharia" significa "maestro o profesor" y "Rajnísh" era un apodo de la infancia (del sánscrito रजनि en hindi: rajani, noche; y del sánscrito ईश en hindi: isha, señor: "señor de la noche"). Comenzó a hablar en público en la reunión anual conocida como Reunión de Todos los Credos (Sarva Dharma Sammelan) de 1951 celebrada en Jabalpur, organizada por la comunidad Jain de Taranpanthi donde nació, y en la cual participó anualmente hasta 1968. Se resistió a la presión que ejercieron sus padres para que buscase una mujer para casarse, tema central en la costumbres de la India. Más tarde, Rajneesh dijo haber encontrado la iluminación espiritual el 21 de marzo de 1953, a los 21 años, en una experiencia mística mientras estaba sentado bajo un árbol en el jardín Bhanvartal en Jabalpur. 
En 1957 obtiene el grado de maestro en Filosofía por la Universidad de Sagar lo cual le asegura una plaza como profesor en el Colegio de Sánscrito de Raipur, pero el rector al considerarlo un peligro para la moral, el carácter y la religión de los estudiantes le solicita que pida una transferencia a la Universidad de Jabalpur en la cual trabaja como conferenciante desde 1958, y a partir de 1960 como profesor. Paralelamente a su trabajo como docente recorre la India como conferenciante, promoviendo la meditación e ideales de amor libre, así como un movimiento social basado en la filosofía libertaria que rechazaba las regulaciones del estado y las interferencias religiosas en las relaciones personales. Denunciaba al matrimonio como una forma de esclavitud social, especialmente para las mujeres. Criticaba al socialismo -señalando que lo único que socializaría sería la pobreza-, a Gandhi -llamándole "un masoquista que adora la pobreza"- y a las enseñanzas ortodoxas de las religiones indias -señalándolas como "muertas, llenas de rituales vacíos, oprimiendo a sus seguidores con temores de condenación y la promesa de bendiciones", y haciéndolas directamente responsables de contribuir a la pobreza y a la creación de seres sumisos. Defendió al capitalismo, a la ciencia y la tecnología, así como al control de natalidad -advirtiendo contra la sobrepoblación- como las únicas posibilidades de que la India saliera de su atraso. En su tiempo estas ideas fueron altamente polémicas en la India, pues era un país con una ideología predominantemente tradicionalista, pero al mismo tiempo le generaron una audiencia leal, que incluía a varios comerciantes y empresarios adinerados. Más tarde el movimiento y su líder causaron similar controversia y similar efecto ambivalente en audiencias de Europa Occidental, los Estados Unidos y Australia, en donde encontró una juventud deseosa de escucharlo.
Durante el comienzo de la década de 1960, Acharya Rajnísh atrajo cada vez más seguidores que incluían comerciantes ricos y hombres de negocios que estaban ofreciendo donaciones por consultas privadas. La socióloga especialista en cultos Marion Sherman Goldman expresó, que su creciente clientela indican "que él era un talentoso y extraordinario terapeuta espiritual". A partir de 1962, comenzó a dirigir campos de meditación que duraban de 3 a 10 días, (Jivan Jagruti Andolan) surgidos en torno a su enseñanza. En 1964, un grupo de patrocinadores ricos iniciaron un consorcio educativo para apoyarle y ayudar en la gestión de retiros meditacionales.

## Creación del movimiento.

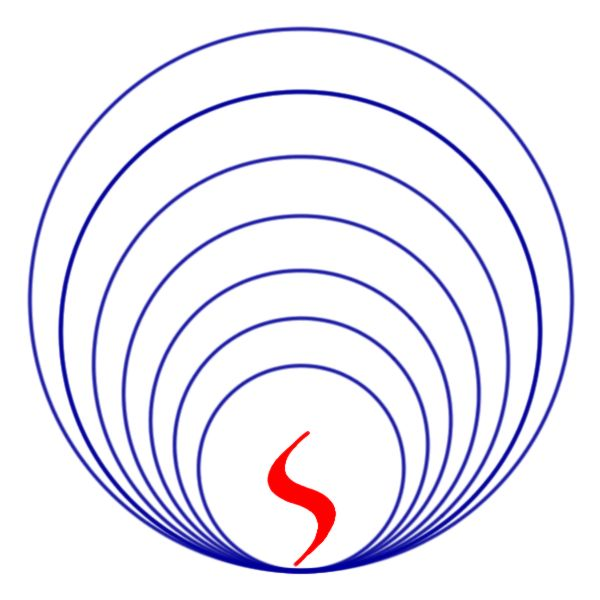
Logo del Movimiento para el Despertar de la Vida. (1970)

Después de una polémica gira de conferencias en 1966, Acharya Rajnísh fue obligado a renunciar como maestro y conferenciante por funcionarios de la Universidad de Jabalpur lo cual le llevó a enfocarse en su papel como maestro espiritual. Y con ello, aumentaron las consultas individuales que tocaban temas que iban desde el desarrollo espiritual hasta cuestiones de la vida cotidiana, todo ello a cambio de donaciones, un arreglo muy convencional en la India. Estas consultas o presentaciones personales fueron tan numerosas, y con tan buenos beneficiosos económicos, que se creó el 11 de junio de 1969 el Movimiento para el Despertar de la Vida [en hindi: Jivan Jagruti Kendra; en sánscrito: जीवन जागृति केन्द्र ]. Nombre que sería cambiado en 1973 para convertirse en la Fundación Rajnísh.
También por 1969 Acharya Rajnísh "se hizó de los servicios de un gerente comercial" de los más altos estratos de la India, Laxmi Thakarsi Kuruway quién mantendría su papel por cerca de 15 años; una mujer con buenas relaciones políticas que funcionaría como su secretaria personal y jefa de la organización, además, llegaría a ser la primera sanniasin, tomando el nombre de Ma Yoga Laxmi. Laxmi, era hija de un importante político indio miembro del Congreso Nacionalista Indio con estrechos vínculos con Gandhi, Nehru y Morarji Desai.

Las cada vez más numerosas conferencias, los constantes campamentos de meditación, pero sobre todo las asesorías personalizadas o presentaciones privadas (en hindi Darshana o Darsan -en sánscrito दर्शन  -que significa "visión o aparición o acto de mostrarse" que resulta en una bendición para el observador) que llevaba a cabo para sus seguidores más ricos, le proveen de una base monetaria cada vez más importante. 

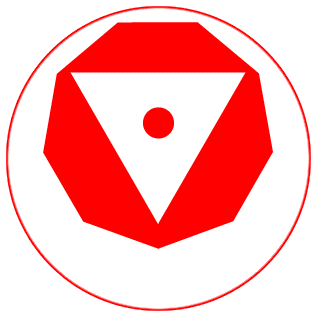
Logo del Movimiento Internacional de Neo-Sannias.

En 1971, inició a seis de sus discípulos como sannyasins, posteriormente denominados como neo-sannyasins, lo que condujo la aparición del Movimiento Internacional de Neo-Sannias. Tradicionalmente en la India ya se tenía una larga tradición de sanniasin o sannyasa (renunciantes en devanaghari del sánscrito: संन्यासिन् ). Sin embargo, Acharya Rajnísh se diferenció de la renunciación tradicional [sanniasa (del devanaghari: sam: ‘completo’, y niasa: ‘renuncia’ : renuncia total) al admitir a mujeres y al señalar que esta actividad era un proceso de renuncia del Ego, mas no del mundo. Sin embargo, y a pesar de estas importantes diferencias con la sanniasa tradicional, los discípulos adoptaron una tradicional túnica ocre, un yapa mala y cambiaron sus nombres anteponiéndole el término retomado del sánscrito: swāmī que significa literalmente ‘amo de sí mismo’, o ‘señor’ o ‘dueño’ . 
En ese momento también Acharya Rajnísh, cambió su nombre por "Bhagwan Shri Rajnísh" (Bhagavān en sánscrito: भगवान्  proviene de bhaga "fortuna o riqueza" y es traducido como "bendecido". Es utilizado para referirse a "Dios" por los hinduistas, particularmente hacia Krishna y otras encarnaciones o avatares de Vishnu, o Shiva. Los budistas lo usan para referirse a Buda. Y en la tradición jaínista para referirse a un sabio o maestro del dharma, como título honorífico por ser considerado iluminado. Sri, palabra de origen sánscrito: श्री, Los hinduistas usan un yantra, o diagrama místico, llamado Sri Yantra para adorar a la Diosa de la riqueza, El término es usado también como una forma de cortesía de referirse al "señor" o a la "señora". pero también como un título de veneración para las deidades.  Rajnísh: desglosado ya con anterioridad como "Señor de la Noche" : lo cual resulta en un triple marbete de "Señor" pudiendo ser traducido como "El Señor Iluminado de la Noche"o "El Tres veces Iluminado y Bendecido Señor de la Noche").

## Consolidación y apogeo del movimiento.
Para 1972, ya había 3,800 sanniasins en la India. El total correspondiente al resto del mundo era en ese entonces 134, 56 de los Estados Unidos, 16 de Gran Bretaña y Alemania respectivamente, 12 de Italia e igual número de las Filipinas, 8 Canadienses, 4 Kenianos, 2 Daneses y uno de Francia, Holanda, Australia, Grecia, Suecia, Noruega y Suiza respectivamente. Después que una casa fue comprada por él en Pune en 1974, fundó un ashram y los miembros del movimiento aumentaron. Más buscadores occidentales empezaron a visitarle, incluyendo terapeutas del Movimiento del potencial humano quienes empezaron a conducir Terapias de grupo en el ashram.
Bhagwan Shri Rajnísh se convirtió en el primer gurú oriental en adoptar la psicoterapia moderna, tanto intelectual como experimentalmente. Daba discursos diarios sobre escrituras religiosas, combinándolo con elementos de la filosofía occidental, bromas, y anécdotas personales. Comentaba sobre hinduismo, zen, otras fuentes religiosas y enfoques psicoterapéuticos occidentales.
Swami Prem Amitabh (Robert Birnbaum), uno de los principales terapeutas del ashram en Pune, estima que había alrededor de 100,000 sanniasins a nivel internacional en el año 1979. Bob Mullan, un sociólogo de la Universidad de Anglia del Este, afirma que "en cualquier momento había cerca de 6,000 rajnishes en Pune, algunos visitaban por semanas o meses para las terapias de grupo o meditaciones, con alrededor de 2 mil trabajando y viviendo en una residencia permanente en ashram o cercana a él." Lewis F. Carter, un sociólogo de la Universidad Estatal de Washington estima que 2,000 sanniasins residían en Rajnishpuram en su apogeo.

## Convicciones y prácticas
En una monografía de 1972 Bhagwan Shri Rajnísh describía el concepto de sannias en los siguientes términos: Sería un movimiento mundial, arraigado en la afirmación de la vida, festividad y alegría, basado en la ciencia en vez de la creencia y el dogma, en las prácticas, técnicas y métodos, en lugar de apoyarse en ideologías y filosofías, con el objetivo de ofrecer a cada individuo la oportunidad de descubrir y elegir su propio camino religioso, dando lugar a una religiosidad esencial, universal. Estaría abierto a las personas de todas las religiones o a las que no pertenezcan a alguna de ellas, para que experimenten con los métodos internos de todas las religiones en su forma pura, original, sin buscar sintetizarlos sino de proporcionarles las instalaciones, facilidades mediante las cuales cada uno pudiera ser revivido, mantenido y defendido, donde sus perdidos y ocultos secretos sean re-descubiertos. Y por último, afirmaba que el movimiento no busca crear una nueva religión. 
Con estos fines, las comunidades serían fundadas alrededor del mundo y los grupos de sanniasins recorrerían los países para mostrar las técnicas de meditación y ayudar a los buscadores. Otros grupos llevarían a cabo cantos devocionales (llamados kirtan) y conducirían experimentos de curación. Las comunidades manejarían sus propios negocios, y diversas empresas editoras serían fundadas. Una Universidad Internacional de Meditación tendría sucursales en todo el mundo y conduciría campamentos de meditación, mientras los grupos de estudio investigarían los textos principales del tantra, taoísmo, hinduismo y otras tradiciones religiosas.

## Nace una Religión sin Religión
A pesar de todo lo anteriormente escrito, Bhagwan Shri Rajnísh a finales de 1981, a través de su secretaria Ma Anand Sheela (Sheela Silverman), anunció la creación de la 'religión del Rajnishismo', la base el cual sería los fragmentos tomados de varios discursos y entrevistas que Bhagwan Shri Rajnísh había dado en los últimos años.
En julio de 1983, Rajnísh Foundation International publicó un libro titulado Rajnishismo: Una introducción a Bhagwan Shri Rajnísh y Su Religión," en un intento de sistematizar las enseñanzas religiosas de Rajnísh e institucionalizar el movimiento. A pesar de todo esto, la publicación proclamaba que no era una religión, sino "...una religión sin religión...solo una cualidad de amor, silencio, meditación y un espíritu de oración".
Lewis F. Carter (1990) menciona que la motivación para formalizar las enseñanzas de Bhagwan Shri Rajnísh no era fácil de determinar, pero tal vez podría haber estado vinculado al hecho de que una solicitud de visado había sido hecho al Servicio de Inmigración y Naturalización así obtener el estado de "trabajador religioso" para él.

## Rajníshpuram
En Estados Unidos, particularmente en el estado de Oregón el movimiento tuvo una gran comunidad intencional a principios de la década de 1980, llamada Rajnishpuram.
En julio de 1981 la organización Rajnísh compró el Rancho Big Muddy de 64 229 acres (unos 260 km²) localizado cerca de Antelope (Oregón), cambiándole el nombre a Rancho Rajnísh, y un poco más tarde como Rajnishpuram. Al principio, unas 2,000 personas se instalaron en la comunidad intencional y Bhagwan Shri Rajnísh, rápidamente y sin previo aviso, se trasladó ahí también. Sin embargo, su presencia causó tensiones en la comunidad local desde un inicio, porque el movimiento rajnísh intento apoderarse de la cercana ciudad de Antelope, y más tarde de la sede del condado en The Dalles. El movimiento Rajnísh se enfrentó con los funcionarios de Oregón y el gobierno, mientras que en Rajnishpuram, se estaba creando tensiones dentro de la misma comuna. Bhagwan Shri Rajnísh se encontró llevando a cabo un voto de silencio que le llevaba a comunicarse tan solo con su secretaria personal, situación que creó una mentalidad acosadora en torno a los líderes de la comuna y produjo intimidación y autoritarismo, por parte de Ma Anand Sheela. Algunos seguidores desilusionados empezaron a dejar la organización, por lo que se les dio instrucciones a los miembros de la comuna a que rompieran comunicaciones con cualquiera que optara por irse.
Aunado a ello, la organización Rajnísh compró un hotel en Portland, en julio de 1983, que fue el objetivo de un ataque con dispositivos explosivos por parte de un grupo radical islámico, Jamaat ul-Fuqra, un grupo con conexiones pakistanís de Cachemira Azad que buscaba atacar objetivos "débiles" en los Estados Unidos que tuviesen conexiones con la India, sin que en el ataque hubiese víctimas.
Toda esta tensión solo exacerbó los ánimos y polarizó aún más la posición de los dos grupos en pugna. A tal grado que al interior de la comuna de Rajínishpuram se creó un grupo de seguridad que portaba armas automáticas, incluida la secretaria personal de Bhagwan Shri Rajnísh, Ma Anand Sheela. De igual forma los pobladores del condado de The Dalles evidenciaron la portación de armas, como medidas "defensivas". Ambos bandos continuaron con amenazas verbales a través de entrevistas o reportes especiales, sin que se presentara enfrentamiento alguno. 
En el punto más álgido de estas tensiones un círculo de los líderes de la comuna de Rajnishpuram fueron arrestados por una serie de delitos, que incluyeron un complot para asesinar a un Fiscal Federal de Distrito, además de distintos y variados cargos entre ellos los intento de asesinato y envenenamiento, como parte del primer ataque bioterrorista en Estados Unidos, en 1984, llevado a cabo con la intención de influir en los resultados de la elección local, lo cual no tuvo éxito. Sin embargo se comprobó que virus de Salmonella fue utilizado para infectar barras de ensaladas en restaurantes locales de The Dalles, Oregón, resultando varios cientos de personas intoxicadas. Además, se presentaron otros cargos adicionales como espionaje telefónico y delitos de inmigración. Todo resultó en el apresamiento y deportación de Bhagwan Shri Rajnísh de los Estados Unidos en 1985 por violaciones de inmigración. En tanto que varios miembros de su grupo y sobre todo, su mano derecha, Ma Anand Sheela fueron extraditadas y encontradas culpables de varios delitos, tales como espionaje telefónico y ser responsables por más de 400 matrimonios arreglados o fraudulentos . 

## El retorno
Todo lo anterior derivó en el retorno de Bhagwan Shri Rajnísh a la India, quien fue recibido entonces como a un héroe, residiendo temporalmente en Manali, Himachal Pradesh. Sin embargo, comenzó un etapa de peregrinar, pues debido a la revocación de varias visas de sus partidarios, decide mudarse a Katmandú, Nepal. Después de unas semanas se traslada a Creta, donde es arrestado por el Servicio de Inteligencia de Grecia, vuela a Génova, Italia, y de ahí a Estocolmo, Londres, etc., hasta llegar contar 21 países, tanto europeos, americanos como africanos, que rechazaron su petición de refugio. Es hasta enero de 1987 que retorna definitivamente a Pune, India, y con él la sede del movimiento se reinstala. Ya para entonces la comuna de Oregón había sido destruida en septiembre de 1985.
En la última semana de septiembre de 1985, cuando Ma Anand Sheela había caído en desgracia, Bhagwan Shri Rajnísh declaró que la religión del "Rajnishismo" y los "rajnishes" no existirían más y que cualquier cosa que llevaba tal nombre sería desmantelado. Sus discípulos quemaron en una gran fogata 5,000 copias del Libro del Rajnishismo, una compilación de 78 páginas de sus enseñanzas que habían definido al Rajnishismo como "una religión sin religión". Bhagwan Shri Rajnísh dijo que él ordenó la quema de libros para librar a la secta de los últimos vestigios de la influencia maligna de Ma Anand Sheela. Incluso las vestiduras de Ma Anand Sheela también fueron puestos en la hoguera. Y declaró: "Suficiente es suficiente. La broma ha terminado"
En noviembre de 1987, Rajneesh expresó su convicción de que su salud se deterioraba (sufría náuseas, fatiga, dolor en las extremidades y falta de resistencia a las infecciones) debido a un envenenamiento llevado a cabo por las autoridades de los Estados Unidos mientras estaba en prisión. Su médico y exabogado, Philip Toelkes (Swami Prem Niren), creó la hipótesis de que un colchón había sido irradiado con Talio (Tl) deliberadamente, ya que sus síntomas de Bhagwan Shri Rajníshestaban concentrados en el lado derecho de su cuerpo pero no presentaron pruebas sólidas. El abogado estadounidense Charles H. Hunter describió esto como "una mera ficción", mientras que otros sugirieron la exposición al VIH o a la sintomatología propia de la diabetes crónica, o incluso al estrés.
Hacia febrero de 1989 Bhagwan Shri Rajnísh cambia su nombre nuevamente a Osho Rajnísh, para acortarlo en septiembre tan solo en: Osho. Oshō (en kanji: 和尚) significa monje budista -a cargo del Templo-, es un título honorífico de preceptor o alto sacerdote especialista en Zen. El mismo kanji también se pronuncia kashō o wajō manejándose como un título honorífico de monjes de alta investidura en diversas escuelas budistas japonesas.
A partir de entonces sus conferencias y pláticas tratan exclusivamente el Zen.  
Después de todos estos eventos, el movimiento rajnísh y Osho, poco a poco, fueron aceptados de una forma mucho más positiva por parte de la sociedad india, especialmente después de la muerte de su fundador. Acaecida esta el 19 de enero de 1990, debido oficialmente a una falla cardíaca. En tanto que sus seguidores se dividieron en cuanto a la ras razones que llevaron a Osho a su muerte: algunos alegaron que fue el resultado del envenenamiento intencionado por Talio (Tl) durante su estancia en la cárcel estadounidense; mientras que otros adeptos o seguidores señalaron como posibles causas la adicción al óxido nitroso, conocido popularmente como gas de la risa, y la misma exsecretaria Ma Anand Sheela que podría ser a causa de su usó adicción al valium y el uso de otras drogas recreativas.

### Demografía
Una de las primeras encuestas sobre los "sanniasins" se llevaron a cabo en 1980 en el ashram de Pune por Swamy Krishna Deva (David Berry Knapp), un psicólogo clínico estadounidense que más tarde comandaría Rajnishpuram. En la encuesta, Krishna Deva sondeó a 300 sanniasins estadounidenses, y descubrió que su edad promedio era de poco más de treinta. El 60 por ciento de ellos habían sido sanniasins por menos de dos años y la mayoría seguía viviendo en los Estados Unidos; la mitad de ellos procedían de California. El 97 por ciento eran blancos, 25 por ciento eran Judíos, y el 85 por ciento pertenecían a la clase media y clase alta. Casi dos tercios tenían títulos universitarios y se veían a sí mismos como "exitosos en términos mundanos". Tres cuartos anteriormente habían participado en algo de terapia. Más de la mitad de "sanniasins" habían experimentado antes con otros grupos espirituales.
En 1984, la edad promedio de miembros en el movimiento Rajnísh era de 34 años, y el 64 por ciento de los seguidores tenían un título universitario de 4-años. Aunque el movimiento en ese momento se encontraba sin explicitar una serie de valores comunes definidos claramente era bien sabido que Osho no alentaba casarse y tener niños y vio a las familias como inherentemente propensas a la disfunción y la destructividad. Ningún niño nació en la comuna de Oregón o en la comuna en Inglaterra y la anticoncepción, la esterilización, y el aborto estaban permitidos. Según Pike, algunas mujeres dejaban sus hijos para irse al ashram con la justificación de que el desarrollo espiritual era más importante.
Una encuesta de 635 residentes en Rajnishpuram realizado por Norman D. Sundberg, director del programa psicológico clínico/comunitario de la Universidad de Oregón y tres de sus colegas, revelaron un grupo de clase media donde predominaba la edad de 30 años, blancos con educación universitaria; la mayoría de ellos eran mujeres. Casi tres cuartas partes de los encuestados atribuyeron su decisión de ser rajnishes a su amor por Osho o por sus enseñanzas. El 91 por ciento declaró que habían estado buscando más sentido en sus vidas antes de convertirse en miembros. Cuando se les pidió que calificaran cómo se sentían sobre sus vidas como rajnishes, el 93 por ciento declaró que estaban "extremadamente satisfechos" o casi satisfechos, con la mayoría escogiendo la máxima valoración en una escala de 0 a 8. Solo el 8 por ciento declaró que habían estado tan felices como antes de ingresar.
En una encuesta realizada en Rajnishpuram, más del 70 por ciento de los encuestados listaron su identificación religiosa como "ninguna". Sin embargo, el 60 por ciento de los sanniasins participaban en actividades de culto varias veces al mes.

### Sociedad

#### Comunidad intencional
Osho sostuvo que las familias, las grandes ciudades y las naciones serían al final reemplazados por pequeñas comunidades con un modo de vida comunitario. En 1972, existían pequeñas comunidades de discípulos en India y Kenia, y existía una más grande, que iba a ser conocida como Anand Shila que fue planificada para convertirse en una "sede mundial" en la India. Sin embargo, este plan se frustró en varias ocasiones, del misma forma que las grandes comunas que se habían planeado en occidente, en Europa, Estados Unidos y Australia. 

### Aspecto económico
Durante la estancia del movimiento en Oregón, la prensa popular informó ampliamente sobre la colección de Rolls Royce que Osho amasaba, finalmente informó ser 93. James S. Gordon informó que algunos sanniasins veían los coches como una herramienta incomparable para obtener publicidad, otros como una buena inversión de negocio o como una prueba, mientras que otros dijeron que expresaban el desprecio de Osho por las aspiraciones de la clase media y aún otros dijeron que indicaban el amor de sus discípulos. Gordon opinó que lo que amaba más Osho sobre sus Rolls-Royces, además de su comodidad, era "la ira y la envidia que su posesión de absurdas, innecesarias, atroces cantidades de coches despertaba en la gente." y escribió sobre una pegatina en el coche entre los sanniasins: «Jesús ahorra. Moisés invierte. Bhagwan gasta».
Hugh B. Urban comenta que "una de las más asombrosas características del joven movimiento Rajnísh era su notable éxito como una empresa de negocios". Esta "desarrolló una muy eficaz y rentable estructura empresarial", y "en la década de 1980, el movimiento se había convertido en una compleja y entrelazada red de negocios, con un impresionante número de ambos negocios, refiriéndose tanto el espiritual como al secular, ofreciendo todo, desde yoga y servicios de asesoría psicológica hasta servicios de limpieza." Se ha estimado que al menos 120 millones de dólares fueron generados durante el tiempo que estuvo el movimiento en Oregón, un periodo en el que la adquisición de capital, la recolección de donaciones, y el trabajo legal eran una preocupación primaria.
A mediados de la década de 1980, el movimiento, con la ayuda de una sofisticada infraestructura legal y de negocios, había creado una máquina corporativa consistente en varias empresas y filiales de fachada. En ese momento, las tres organizaciones identificables dentro del movimiento Rajnísh eran la Iglesia del Rancho o la Rajneesh Foundation International (RFI), la cual era administrada a través de la Rajneesh Investment Corporation (RIC), y la Rajneesh Neo-Sannyasin International Corporation (RNSIC). La organización coordinadora que supervisaba todas las actividades de inversión, una sociedad constituida en el Reino Unido pero fundada en Zúrich, era la Rajneesh Services International Ltd. También había pequeñas organizaciones tales como la Rajneesh Travel Corp, Rajneesh Community Holdings, y la Rajneesh Modern Car Collection Trust; cuyo único propósito era negociar con la adquisición de los Rolls Royce y alquilarlos. A principios del siglo XXI, los miembros del movimiento estaban conduciendo seminarios de control de estrés para clientes corporativos tales como la BMW, con un informe de ganancias en el año (2000) de entre $15 y $45 millones anualmente en los EE. UU.

## Estado actual
El movimiento ha sobrevivido a la muerte del gurú. La organización "Osho International Foundation", la sucesora de "Neo-Sannyas International Foundation", ahora propaga sus ideas, operando una vez más fuera de la comuna en Pune (India) y el movimiento empezó a comunicarse por el Internet.
Urban añade que el aspecto más sorprendente del fenómeno Osho, reside en la "notable apoteosis que le sucedió a Osho a su regreso a la India", lo cual resultó se convirtió en su más exitoso logro en su país natal. Según Urban, sus seguidores consiguieron a Osho como un mártir, promocionando la opinión de que "el rancho fue aplastado desde fuera por la oficina del fiscal general ... como los marines en el Líbano, el Rancho fue golpeado por la dura oposición y expulsado". El Sociólogo Stephen Hunt, por otro lado, escribe en Alternative Religions (2003) que "el movimiento ha declinado desde 1985, y algunos dirían que ahora es, por todos los intentos y propósitos, difunto."
Después de la muerte de Osho, varios desacuerdos en relación con sus deseos y legado, continuaron. Esto llevó a la formación de una serie de colectivos rivales. Uno de los desacuerdos centrales se relacionaron con el control de los derechos de autor de Osho International Foundation sobre sus obras. Un grupo, la Osho Friends International, pasó 10 años impugnando el uso de OIF sobre el título OSHO como una marca exclusiva. En los Estados Unidos, el 13 de enero de 2009, los derechos exclusivos que OIF mantenía sobre la marca, finalmente fueron perdidas. OIE apeló el 12 de marzo, pero finalmente solicitó el retiro en el Tribunal de Apelaciones el 19 de junio, de esta manera, dejando las marcas de Osho cancelado en los EE. UU.

## Personas asociadas con el movimiento

### Literatura y pensamiento
- Joachim-Ernst Berendt: Músico de Jazz, periodista y autor, llegó a ser un miembro del movimiento en 1983.[84] Cuando Osho murió en 1990, escribió un obituario llamándolo como el "maestro del corazón" así como "el sinvergüenza más santo que he conocido".[84]

- Elfie Donnelly: Galardonada autora anglo-austriaca de libros para niños. Ella ingresó al movimiento en la década de 1980 y estaba entre los discípulos que Osho nombró para el "Círculo Interno"; el grupo encargado de la administración de sus bienes después de su muerte.[85]

- Jörg Andrees Elten: Autor y periodista alemán. Él era un conocido periodista de Stern antes de unirse al movimiento, y más tarde tomó el nombre de Swami Satyananda[86]

- Tim Guest: Periodista y Autor. Él creció en el movimiento con el nombre de Yogesh y más tarde escribió un libro crítico, Mi Vida en Naranja, acerca de su difícil infancia.[87]

- Bernard Levin: Columnista Inglés. Él ingresó al movimiento con su entonces enamorada Arianna Huffington a principios de la década de 1980, y más adelante escribió brillantes relatos de Osho y el movimiento en The Times.[88] Sobre Osho, él declaró: "Él es el conducto por el que la fuerza vital del universo fluye."[88] Más tarde ingresó al Movement of Spiritual Inner Awareness con Huffington.[88]

- Peter Sloterdijk: Filósofo alemán. Se unió al movimiento en la década de 1970. En entrevistas concedidas en el año 2006, él acredita la experiencia de haber tenido un efecto fundamental, beneficioso y que aún continúa sobre su visión de la vida.[89]

### Espiritualidad
- Margot Anand: Una profesora del tantra que era estudiante de Osho y la primera que empezó a enseñar tantra en su ashram.[90][91]

- Jan Foudraine: Psiquiatra holandés, psicoterapeuta, autor y místico.[92] Su nombre de sanniasin es Swami Deva Amrito.[93]

- Nirmala Srivastava: Maestra espiritual india. Ella era uno de los primeros miembros del movimiento Rajnísh y más tarde fundó un movimiento espiritual por su propia cuenta, Sahaja Yoga, repudiando a Osho.[94]

- Ma Prem Usha: Una india lectora de cartas de tarot, adivina y periodista, era un miembro del movimiento por 30 años hasta su muerte en 2008.[95]

### Actuaciones artísticas
- Parveen Babi: Actriz india. Ella se unió al movimiento junto con su exnovio, el productor Mahesh Bhatt a mediados de la década de 1970, y más tarde se convirtió en una devota del filósofo U.G. Krishnamurti.[96][97]

- Mahesh Bhatt: Director de cine indio, productor y guionista. Se convirtió en sanniasin a mediados de la década de 1970, pero más tarde dejó el movimiento y en su lugar encontró una compañía espiritual y guía con U.G. Krishnamurti; cuya biografía la escribió más adelante en 1992.[98]

- Georg Deuter: También conocido como Swami Chaitanya Hari; Músico del movimiento Rajnísh. Compuso la música que acompaña las grabaciones de meditación de Osho en Pune y después en la ciudad de Rajnishpuram en Oregón.[99][100]

- Mike Edwards (musician): Exmiembro británico del Electric Light Orchestra, conocido Swami Deva Pramada o simplemente Pramada.[101]

- Albert Mol: Actor y autor holandés, fue un seguidor de Osho.[92]

- Nena: Cantante alemana y actriz. En 2009, declaró que se había vuelto admiradora de Osho, de sus libros y técnicas de meditación, el cual ella había descubierto unos pocos años antes.[102]

- Ramses Shaffy: Cantante y actor holandés. Era un gran bebedor, pero dejó de beber cuando se unió al movimiento en la década de 1980, y se convirtió en Swami Ramses Shaffy. Más tarde recayó de nuevo en el alcoholismo.[92][103]

- Terence Stamp: Actor británico. En la década de 1970, pasó su tiempo en el ashram en Pune meditando y estudiando las enseñanzas de Osho. Stamp fue iniciado en el sannias por Osho y pasó a nombrarse Swami Deva Veetan.[104][105][106]

- Anneke Wills: Actriz británica más famosa por su papel como Doctor Who compañera de Polly.[107] Se trasladó a India y permaneció en el ashram en Pune durante la década de 1970, y más adelante se trasladó nuevamente a la comuna rajnishe en California durante los primeros años de la década de 1980.[108]

### Políticos
- Arianna Huffington: Activista política griega-estadounidense, y su entonces compañero Bernard Levin fueron discípulos a principios de la década de 1980.[109] Más tarde ingresó al Movement of Spiritual Inner Awareness con Levin.[109]

- Vinod Khanna: Estrella de cine y político indio. Fue jardinero de Osho en Rajnishpuram. Más tarde se convirtió en el Ministro de Asuntos Exteriores, ocupado el cargo desde 2003 hasta el 2004. Se convirtió en sannyasin el 31 de diciembre de 1975 y recibió el nombre de Swami Vinod Bharti.[110][111]

- Barbara Rütting: Actriz, autora y política alemana de Alianza 90/Los Verdes. Su nombre de sanniasin es Ma Anand Taruna.[112][113]

### Otros
- Pratiksha Apurv: Una diseñadora de moda. Era sobrina de Osho y ha sido un miembro del movimiento desde la edad de 11 años.[114]

- Príncipe Güelfo Ernesto de Hannover: (hijo mayor del Príncipe Jorge Guillermo de Hannover y la Princesa Sofía de Grecía y Dinamarca, hermana del Príncipe Felipe, Duque de Edimburgo). Güelfo era un primo hermano de Carlos, Príncipe de Gales. Ingresó al movimiento en 1975, murió a causa de un aneurisma cerebral a la edad de 34 años, mientras estaba en el ashram en Pune. Fue nombrado Swami Vimalkirti por Osho.[115]

- Turiya Hanover: (nacida Wibke van Gunsteren): Espiritualista australiana de origen alemán y esposa del príncipe Güelfo Ernesto de Hannover. Ella ingresó como sannias con su esposo, y se le dio el nombre de Turiya por Osho.[115]

- Shannon Jo Ryan: Hija del excongresista Leo Ryan quien investigó la comuna de Jonestown del Templo del Pueblo en Guyana y fue asesinado allí por los sectarios; ingresó al movimiento Rajnísh poco después de la muerte de su padre en 1981.[116] Ella tomó el nombre de Ma Prem Amrita Pritam, y se casó con otro sanniasin, Peter Waight (Swami Anand Subhuti) en Rajnishpuram en 1982.[117]

## Citas
1. ↑  Urban, Hugh B. (2005). Osho, From Sex Guru to Guru of the Rich: The Spiritual Logic of Late Capitalism. (en en inglés). Albany, N.Y. ; U.S.A.: SUNY Press. p. 69 -129. |página= y |en= redundantes (ayuda).
2. ↑  Idinopulos y Yonan., Thomas A. y Edward A. (1996). The sacred and its scholars: comparative methodologies for the study of primary religious data. (en en inglés). BRILL. ISBN 90-04-10623-5.
3. ↑  Chryssides, George D. (1999). «"Rajneesh/Osho"». Exploring new religions (en en inglés). Cassell. ISBN 0-304-33651-3.
4. ↑  Aveling, Harry (1994). The Laughing Swamis (en en inglés). Delhi, India: Motilal Banarsidass. ISBN 81-208-1118-6.
5. ↑  Abhay Vaidya (27 de mayo de 2005). Oshoites amused by American terrorism tag, The Times of India. Consultado 2011-07-15.
6. ↑  Sunanda Mehta (27 de abril de 2008). Maroon-clad Oshoites no longer endemic to city, Indian Express. Consultado el 15-07-2011.
7. ↑  Chandran Iyer (10 de junio de 2009). Osho Commune 'least interested in Indians', MiD DAY. Consultado el 15-07-2011.
8. ↑  A. A. Tkacheva, Counter-culture Slogans in the System of Right Wing Radicalism in India (1986)
9. ↑  Urban, Hugh B. (2016). Zorba the Budha. Sex, spirituality and capitalism in the Global Osho Movement. (en en inglés). University of California Press.
10. ↑  Joshi, Vasant (1982). The Awakened One (en en inglés). San Francisco, CA.: Harper and Row. p. 123. ISBN 0-06-064205-X.
11. ↑  Mullan, Bob (1983). Life as Laughter: Following Bhagwan Shree Rajneesh. London, Boston, Melbourne and Henley: Routledge & Kegan Paul Books Ltd. p. 26. ISBN 0-7102-0043-9.
12. ↑  Carter, Lewis F. (1990). Charisma and Control in Rajneeshpuram: A Community without Shared Values (en en inglés). Cambridge: Cambridge University Press. p. 63-64. ISBN 0-521-38554-7.
13. ↑  Clarke, Peter Bernard (2006). New religions in global perspective: a study of religious change in the modern world (en en inglés). Routledge. p. 253. ISBN 0-415-25748-4. (requiere registro).
14. ↑  Lewis, James R.; Petersen, Jesper Aagaard (eds.), ed. (2005). Controversial New Religions (en inglés). New York: Oxford University Press. p. 124-127. ISBN 0-19-515682-X.
15. ↑  Lewis, James R.; Petersen, Jesper Aagaard (eds.), ed. (2005). Controversial New Religions. New York: Oxford University Press. p. 124-127. ISBN 0-19-515682-X.
16. ↑  FitzGerald, Frances (29 de septiembre de 1986). «Rajneeshpuram». The New Yorker.
17. 1 2  Fox, 2002, p. 41
18. ↑  Forsthoefel y Humes, 2005, pp. 182–183
19. ↑  «Osho? Oh No!». Archivado desde el original el 1 de mayo de 2009. Consultado el 16 de enero de 2009.
20. ↑  «Mystic's burial site at commune is reincarnated as posh resort». Mike McPhate (San Francisco Chronicle). 29 de agosto de 2004. Consultado el 15 de julio de 2011.
21. 1 2  Urban, 2005, pp. 182–183
22. ↑  Lewis y Petersen, 2005, pp. 133–134
23. 1 2 3  Lewis y Petersen, 2004, p. 120
24. ↑  Royalty Ruckus Archivado el 24 de noviembre de 2010 en Wayback Machine. originalmente publicado en India Today 3 de julio de 2000. Consultado en 7 de diciembre de 2009.
25. 1 2  Fox, 2002, pp. 44–45
26. 1 2  (18 de julio de 2009) Osho trademark:OIF appeal dismissed, Indian Express, Consultado el 15-07-2011.
27. ↑  Gordon, James S. (1987). The Golden Guru (en inglés). Lexington, Mass., USA.: The Stephen Greene Press. p. pp.26-27. ISBN 0-8289-0630-0.
28. 1 2 3 4 5 6  Hunt, 2003, p. 127
29. ↑  The Handbook de la Oneida Community que proclama haber cuñado el término alrededor de 1850, y lamenta que su uso fuera apropiado por los socialistas para atacar el matrimonio, una institución que ellas sentían que protegían a las mujeres y a los niños del abandono.
30. ↑  McElroy, Wendy. "El Movimiento de Amor Libre y el Individualismo Radical." Libertarian Enterprise .19 (1996): 1.
31. ↑  FitzGerald, Frances (29 de septiembre de 1986), "Rajneeshpuram", The New Yorker, p. 77.
32. 1 2 3  Clarke, 2006, p. 253
33. ↑  S. Goldman, Marion (2005). «"When leaders dissolve: Considering controversy and stagnation in the Osho Rajneesh Movement"». en James R Lewis and Jesper Aagaard Petersen (eds.) Controversial New Religions [New York].
34. ↑  Lewis y Petersen, 2005, p. 119
35. ↑  Osho, 2000, p. 224
36. ↑  Goldman, Marion S. (2005), página 119.
37. 1 2  Lewis y Petersen, 2004, p. 122
38. ↑  Palmer y Sharma, 1993, p. 30
39. ↑  Carter, 1990, p. 44
40. ↑  Fitzgerald, 1986, p. 77
41. ↑  Mehta, 1993, p. 89
42. ↑  Gordon, 1987, p. 93
43. ↑  Metha, 1993, p. 91
44. ↑  Fitzgerald, 1986, p. 78
45. 1 2  Yoga Chinmaya, Neo-sannyas International: Visions and Activities, Life Awakening Movement Publications, Bombay 1972.
46. ↑  Mistlberger, 2010, p. 87
47. ↑  Goldman, 2007, p. 172
48. 1 2 3 4 5  Aveling, 1999, p. 87
49. 1 2  Palmer y Sharma, 1993, p. 72
50. ↑  Metha, 1993, p. 111
51. ↑  Carter, 1990, p. 300
52. ↑  Carter, 1990, p. 185
53. ↑  Carter, Lewis F., 1990, p. 186
54. ↑  Lewis, James R.; Petersen, Jesper Aagaard (eds.), ed. (2005). Controversial New Religions. (en en inglés). New York: Oxford University Press. p. 124-127. ISBN 0-19-515682-X.
55. ↑  Clarke, Peter Bernard (2006). New religions in global perspective: a study of religious change in the modern world. (en en inglés). Routledge. ISBN 0-415-25748-4.
56. ↑  Latkin et al., 1994, pp. 65–74
57. ↑  Reader, 1996, p. 102
58. 1 2  Goldman, 1997, p. 209
59. 1 2  Reader, 1996, p. 104
60. ↑  Mira L. Boland (18 de marzo de 2002). Sheikh Gilani's American Disciples. The Weekly Standard. consultado el 08-07-2011.
61. ↑  Lewis y Petersen, 2005, pp. 124–127
62. ↑  [http:www.oshoworld.com «Wellcome to Osho World»].
63. 1 2  Sally Carpenter Hale, Associated Press (1 de octubre de 1985). «Rajneesh renouncing his cult's religion». The Ledger. p. 8A.
64. 1 2 3  Associated Press (2 de octubre de 1985). «Guru's arrest not imminent». Spokane Chronicle. p. D6.
65. ↑  Gurus in America. p. 181.
66. ↑  «Rajneesh Mourned In India». The Item. (1990-01-20).
67. ↑  «What did Osho die from?».
68. 1 2  Aveling, 1999, p. 31
69. ↑  Carter, 1990, p. 9
70. ↑  Pike, 2007, p. 222
71. ↑  Pike, 2007, p. 224
72. 1 2  Pike, 2007, p. 223
73. 1 2 3 4  «Experts draw distinctions between cults, religions (parte 18 de 20)». The Oregonian (Oregon Live). 17 de julio de 1985. Consultado el 8 de julio de 2011.
74. ↑  Zaitz, Les (15 abril de 2011 (print edition: 17 de abril)), «25 years after Rajneeshee commune collapsed, truth spills out - Parte 1 de 5», The Oregonian, consultado el 19 de abril de 2011.
75. 1 2  Gordon, 1987, pp. 114–115
76. 1 2  Urban, 2005, p. 179
77. 1 2  Urban, 2005, p. 171
78. 1 2  Urban, 2005, p. 180
79. ↑  Wright, 1985, pp. 141–146
80. ↑  Carrette y King, 2004, p. 154
81. ↑  Goldman, 2005, p. 120
82. 1 2  Urban, 2005, p. 181
83. ↑  Palmer y Sharma, 1993, pp. 155–158
84. 1 2  Süss, 1996, pp. 27, 177
85. ↑  Bhagwan: Glaube und Mammon, Der Spiegel, 6 de febrero de 1984. Consultado el 08-07-2011.(en alemán)
86. ↑  Aveling, 1999, p. 174
87. ↑  Publishers Weekly staff (10 de enero de 2005). "My Life in Orange: Growing Up with the Guru". Publishers Weekly (Reed Business Information) 252 (2): p. 48.
88. 1 2 3   (10 de agosto de 2004) Obituaries: Bernard Levin. The Telegraph. Consultado el 10-07-2011.
89. ↑  Die Tageszeitung interview dd. 13 de junio de 2006, interview Archivado el 1 de marzo de 2013 en Wayback Machine. in Lettre International (en alemán)
90. ↑  Margot Anand: An Interview with Virginia Lee, margotanand.com, Consultado el 15-07-2011.
91. ↑  Kuriansky, 2002, p. 310
92. 1 2 3  Shupe y Bromley, 1994, p. 148
93. ↑  Brecher, 1993, p. 38
94. ↑  Kakar, 1991, p. 202
95. ↑  «Tarot card reader Ma Prem Usha dead». Indo-Asian News Service (Hindustan Times). 17 de julio de 2008. Archivado desde el original el 5 de septiembre de 2012. Consultado el 10 de julio de 2011.
96. ↑  (26 de energo de 2005). Parveen Babi: Voluptuous and vulnerable actress who seduced 1970s Bollywood audiences. The Times. Consultado el 05-07-2011.
97. ↑  TNN (30 de agosto de 2005). Parveen Babi, and the search for meaning in life. The Times of India. Consultado el 05-07-2011.
98. ↑  Krishnamurti, Arms y Pant Bansal, 2005, p. 13
99. ↑  The New Age movement and the biblical worldview:conflict and dialogue.John P. Newport. William B Eerdmans Publishing Co. Consultado el 13 de diciembre de 2009.
100. ↑  The miracle of music therapy, Rajendar Menen. Pushtak Mahal. Consultado el 13 de diciembre de 2009.
101. ↑  Martin Kinch (15 de agosto de 2009) The Mike Edwards Interview Archivado el 11 de marzo de 2012 en Wayback Machine.. cherryblossomclinic.110mb.com. Consultado de 12-07-2011.
102. ↑  (en alemán) (26 de septiembre de 2009) Nena bekennt sich als Fan des Bhagwan-Gurus Osho Archivado el 18 de enero de 2012 en Wayback Machine., Die Welt. Consultado el 12-07-2011.
103. ↑   Ab Van Leperen, (28 de septiembre de 2002) Ramses Shaffy: 'Aan de voeten van Shaffy', Vrij Nederland. Consultado el 12-07-2011.
104. ↑  Davies, Barbara (25 de julio de 2006). «The intriguing story of Dr Who's sidekick». London: The Daily Mail. Consultado el 12 de diciembre de 2009.
105. ↑  The Examiner, Volumes 17-19- Page 32. The Examiner. Consultado el 12 de diciembre de 2009.
106. ↑  «Religion: God Sir at Esalen East». Time.com. 16 de energo de 1978. Archivado desde el original el 14 de octubre de 2010. Consultado el 12 de diciembre de 2009.
107. ↑  Reviews of Naked (biography). annekewills.com. Retrieved 2011-07-16.
108. ↑  Gill Swain (15 de junio de 2005). Hard Times of the first sexy Dr. Who girl. Daily Mirror. Consultado el 16-07-2011.
109. 1 2   (7 de febrero de 2011) Arianna Huffington: mover and shaper. The Telegraph. Consultado el 10-07-2011.
110. ↑  «The uncensored Vinod Khanna». Times of India (Times of India). 27 de julio de 2002. Consultado el 8 de julio de 2011.
111. ↑  «Vinod Khanna plays the spiritual franchiser». Tribune News Service (The Tribune). 25 de julio de 2002. Consultado el 11 de julio de 2011.
112. ↑  (septiembre de 2005) "Antworten auf die Fragen von Politik-Forum" Archivado el 28 de marzo de 2012 en Wayback Machine., barbara-ruetting.de
113. ↑  (27 de marzo de 2010)"Die Leichtigkeit des Seins", Stuttgarter Zeitung. Consultado el 28-07-2011.
114. ↑  About Pratiksha Apurv. pratikshaart.com. Consultado el 08-07-2011.
115. 1 2  Wilhelm Bittorf (3 de febrero de 1981). "Ein Welfe im Nirwana: Der Tod eines deutschen Prinzen, der für Bhagwan lebte". Der Spiegel. Consultado el 20-09-2008.
116. ↑  William E. Geist (16 de septiembre de 1981). Cult in castle troubling Montclair. The New York Times. Consultado el 08-07-2011.
117. ↑  AP (28 de diciembre de 1982). AROUND THE NATION; Daughter of Rep. Ryan Married at Guru's Ranch. The New York Times. Consultado el 08-07-2011.

### Lectura adicional
- Goldman, Marion S. (1999), Passionate Journeys – Why Successful Women Joined a Cult, The University of Michigan Press, ISBN 0472111019.
- Palmer, Susan Jean (1994), Moon Sisters, Krishna Mother, Rajneesh Lovers: Women's Roles in New Religions, Syracuse University Press, ISBN 9-780815-602972.